# Josaphata Micheline Hordashevska
Josaphata Micheline Hordashevska (20 novembre 1869, à Lemberg – 7 avril 1919, à Lviv) est une religieuse grecque-catholique ukrainienne, fondatrice des Servantes de Marie Immaculée et reconnue bienheureuse par l'Église catholique.

## Biographie
En 1869, Michaelina Hordashevska nait à Lviv, dans l'Empire austro-hongrois, dans une famille grecque-catholique ukrainienne. Elle devint religieuse à 18 ans rentrant dans un monastère de l'ordre de Saint Basile le Grand (Basiliennes). Sous l'impulsion des Pères Jeremiah Lomnytsky et Kyrylo Seletsky, elle fonde la première Congrégation féminine de rite byzantin-ukrainien : les sœurs Servantes de Marie Immaculée, et prend le nom de Josaphata en hommage à saint Josaphat Kountsevitch.
Les sœurs se consacrent au soin des malades et aux catéchismes.
Atteinte d'un cancer des os, Josaphate meurt à 49 ans. 
Elle est béatifiée en juin 2001 à Lviv par Jean-Paul II.